# Ngô Văn Ny
Ngô Văn Ny (10 tháng 10 năm 1936 – 28 tháng 2 năm 2017) là một sĩ quan cao cấp của Quân đội nhân dân Việt Nam, hàm Thiếu tướng, nguyên Phó tư lệnh kiêm Tham mưu trưởng Binh chủng Tăng - Thiết giáp, nguyên Phó chủ tịch Hội Cựu chiến binh thành phố Hà Nội, đại biểu Hội đồng nhân dân thành phố Hà Nội khóa XII.

## Cuộc đời
Ngô Văn Ny sinh ngày 10 tháng 10 năm 1936 tại xã Ninh Giang, huyện Hoa Lư, tỉnh Ninh Bình. Ông nhập ngũ từ năm 1953, đến ngày 7 tháng 5 năm 1955 thì được kết nạp vào Đảng Cộng sản Việt Nam. Năm 21 tuổi, ông trở thành học viên Khóa 1 Trường Sĩ quan Pháo binh. Trong thời gian 3 năm học tại trường, ông từng là Trung đội trưởng Lữ đoàn Pháo binh 364.
Năm 1961, ông được cử đi học về xe tăng ở Trung Quốc. Sau khi về nước vào cuối năm 1964, ông trở thành Đại đội trưởng Đại đội Xe tăng thuộc Trung đoàn 202, Bộ Tư lệnh Tăng Thiết giáp. Từ năm 1969 đến năm 1971, ông đảm nhiệm Trưởng tiểu ban Tác huấn Trung đoàn 202 khi tham gia Chiến dịch Lam Sơn 719. Đến năm 1972, ông tiếp tục tham gia Trận Thành cổ Quảng Trị với tư cách Tham mưu trưởng Trung đoàn 202 Xe tăng.
Trong thời gian từ tháng 6 năm 1973 đến năm 1975, ông là Phó trung đoàn trưởng, Tham mưu trưởng Lữ đoàn Xe tăng 202 thuộc Quân đoàn 1, tham gia Chiến dịch Hồ Chí Minh. Sau khi Việt Nam tái thống nhất vào năm 1975, ông học bổ túc tại Học viện Lục quân và đến năm 1978 thì trở thành học viên khóa 1 của Học viện Quân sự cao cấp (nay là Học viện Quốc phòng). Năm 1980, ông trở thành Lữ đoàn trưởng Lữ đoàn xe tăng 202.
Năm 1983, ông được cử sang Liên Xô học Bộ binh cơ giới. Đến năm 1987, ông được bổ nhiệm làm Phó tư lệnh kiêm Tham mưu trưởng Binh chủng Tăng - Thiết giáp. Năm 1988, ông tiếp tục được cử sang Liên Xô học tại Học viện Xe tăng ở Moskva. Sau khi về nước, ông tiếp tục học 1 năm tại Học viện Chính trị. Đến tháng 11 năm 1995, ông được nhà nước cho về hưu theo chế độ.
Sau khi về hưu, ông lần lượt đảm nhiệm nhiều chức vụ ở Hội Cựu chiến binh như Chủ tịch Hội Cựu chiến binh phường Nghĩa Tân, Phó Chủ tịch rồi Chủ tịch Hội Cựu chiến binh quận Cầu Giấy và Phó chủ tịch Hội Cựu chiến binh thành phố Hà Nội, Ủy viên Ban chấp hành Hội Cựu chiến binh Việt Nam.
Năm 2004, ông trúng cử Đại biểu Hội đồng nhân dân thành phố Hà Nội và đảm nhiệm đại biểu đến năm 2011. Ngày 28 tháng 2 năm 2017, ông qua đời tại Bệnh viện Trung ương Quân đội 108, hưởng thọ 81 tuổi.

## Khen thưởng
- Huân chương Độc lập hạng Ba.[11]
- Huân chương Chiến công hạng Ba.
- Huân chương Kháng chiến chống Pháp hạng Ba.
- Huân chương Kháng chiến chống Mỹ, cứu nước hạng Nhất.
- Huân chương Chiến sĩ vẻ vang hạng Nhất, Nhì, Ba.
- Huy chương Quân kỳ Quyết thắng.

## Lịch sử thụ phong quân hàm
| Năm thụ phong | –      | 1992        |
| ------------- | ------ | ----------- |
| Quân hàm      |        |             |
| Cấp bậc       | Đại tá | Thiếu tướng |